# Leptocerus tineiformis
Leptocerus tineiformis – gatunek owada z rzędu chruścików i rodziny Leptoceridae. Larwy prowadzą wodny tryb życia, budują przenośne domki z przędzy jedwabnej. Dzięki długim odnóżom trzeciej pary, zaopatrzonym w długie włoski, larwy są zdolne do pływania wraz z domkiem.
Leptocerus tineiformis występuje w prawie całej Europie, z wyjątkiem Hiszpanii, Islandii i Skandynawii. Larwy spotykane są w jeziorach, zarośniętych odcinkach rzek, w górach sporadycznie. W Polsce głównie na nizinach. Limnebiont, preferuje strefę elodeidów i jeziora mezotroficzne.
Na Pojezierzu Pomorskim sporadycznie spotykany w jeziorze Głęboczko i Cechyńskie Małe (lobeliowe) w zgrupowaniu z Cyrnus crenaticornis i Oxyethira sp., w izoetidach i elodeidach. Natomiast na Pojezierzu Mazurskim gatunek ten łowiony był w wielu jeziorach, w kilku jeziorach nawet bardzo licznie (np. Narckie, Warchałdzkie). Larwy najliczniej łowiono w zbiorowiskach rogatka i wywłócznika oraz w Magnocharacetum. Gatunek obecny w jeziorach na Poj. Wielkopolskim i licznie reprezentowany w jeziorach Pojezierza Łęczyńsko-Włodawskiego. Larwy spotykane w strefie elodeidów (rogatek) z preferencją do jezior o niższej trofii. Jedną larwę znaleziono w starorzeczu Doliny Biebrzy.
W Finlandii nie występuje, a na Łotwie ma północną granicę występowania. W jeziorach Łotwy gatunek był stosunkowo pospolity, choć słabo rozprzestrzeniony. Największą frekwencję miał w jeziorach słaboeutroficznych i mezotroficznych, a najmniejszą w eutroficznych. Imagines spotykano nad jeziorami Estonii i Litwy. W Anglii występuje w jeziorach, dużych zarośniętych stawach i sporadycznie w kanałach. W Niemczech liczniej łowiony w częściach eutroficznych niż oligotroficznych jezior, razem z Erotesis baltica. W Holandii występujący w kanałach polderowych, w glonach nitkowatych, w jeziorach sporadycznie w osoce. We Włoszech larwy złowione w jeziorach różnego typu, wśród rdestnic i rogatka. Imagines masowo spotykane nad Balatonem. W delcie Wołgi we wszystkich typach zbiorników, najliczniej wśród rogatka, gdzie liczebność dochodzi do 500 lub nawet do 2086 os./m². Podawany także z górskich jezior Kaukazu.